# パオロ・ヴィルズィ
パオロ・ヴィルズィ（Paolo Virzì, 1964年3月4日 - ）はイタリアの映画監督、脚本家、プロデューサー。

## 略歴
リヴォルノ生まれ。 
イタリア国立映画実験センターの脚本コースで学び、1987年に卒業する。 
1994年、『La bella vita』を発表し、ダヴィッド・ディ・ドナテッロ賞、ナストロ・ダルジェント賞、チャック・ドーロ賞で新人監督賞を受賞する。
1996年、ティレニア海に浮かぶヴェントテーネ島の別荘を舞台にインテリ集団と成金集団が巻き起こす騒動を描いた『Ferie d'agosto』を発表し、第41回ダヴィッド・ディ・ドナテッロ賞にて作品賞を受賞する。
1997年、故郷リヴォルノを舞台とした自伝的長編『Ovosodo』を発表し、第54回ヴェネツィア国際映画祭で審査員特別賞を獲得する。
2003年、田舎暮らしに嫌気がさしたインテリの父親の思いつきでローマに引っ越してきた13歳の少女の学校生活を描く『カテリーナ、都会へ行く』を発表。主演のアリーチェ・テギルがイタリア・ゴールデングローブ賞で新人俳優に贈られるグリエルモ・ビラーギ賞を受賞したほか、マルゲリータ・ブイが第49回ダヴィッド・ディ・ドナテッロ賞で助演女優賞を獲得した。
2006年、ストレーガ賞受賞作であるエルネスト・フェッレーロの小説『N.』を原作とする歴史劇コメディ『ナポレオンの愛人』を発表する。
2008年、ミケーラ・ムルジアの小説『Il mondo deve sapere』を原作とするブラックコメディ『見わたすかぎり人生』を発表し、ナストロ・ダルジェント賞、イタリア・ゴールデングローブ賞、チャック・ドーロ賞で作品賞を受賞するなど、高く評価される。
2010年、再び故郷リヴォルノを舞台とした自伝的作品『はじめての大切なもの』が第55回ダヴィッド・ディ・ドナテッロ賞で最多18のノミネートを獲得し、脚本賞、主演女優賞（ミカエラ・ラマッツォッティ）、主演男優賞（ヴァレリオ・マスタンドレア）を受賞する。同作は第83回アカデミー賞国際長編映画賞部門にイタリア代表作品として出品されたが、ノミネートには至らなかった。
2012年、シモーネ・レンツィの小説『La generazione』を原作とし、ルカ・マリネッリとシンガーソングライターのトニーを主演に起用した『来る日も来る日も』を発表。また、リッチ・ムーア監督によるディズニー製作アニメ『シュガー・ラッシュ』のイタリア語吹替版でサワー・ビルの吹替を担当した。
2013年、トリノ映画祭の芸術監督に就任する。
2014年、アメリカの小説家スティーヴン・アミドンの小説『Human Capital』を原作とするミステリー『人間の値打ち』を発表。同作は第59回ダヴィッド・ディ・ドナテッロ賞にて最多19のノミネートを獲得し、作品賞を含む7部門で受賞した。また、第87回アカデミー賞国際長編映画賞部門にイタリア代表作品として出品されたが、ノミネートには至らなかった。
2016年、精神疾患を抱える二人の女性の診療施設からの脱走劇を描いた『歓びのトスカーナ』を発表。同作は第69回カンヌ国際映画祭監督週間にて上映されたほか、第62回ダヴィッド・ディ・ドナテッロ賞で作品賞、監督賞、主演女優賞（ヴァレリア・ブルーニ・テデスキ）を受賞した。また、同年、ドナルド・サザーランドとヘレン・ミレンを主演に迎えた初の英語作品『ロング，ロングバケーション』が第74回ヴェネツィア国際映画祭でコンペティション部門に選出された。

## 私生活
1989年、俳優のパオラ・ティツィアーナ・クルチャーニとの間に一子をもうける。
2009年、俳優のミカエラ・ラマッツォッティと結婚。その後、二子をもうける。

## フィルモグラフィー
| 公開年 | 邦題 原題                                                   | クレジット | クレジット | クレジット | 備考                                             |
| 公開年 | 邦題 原題                                                   | 監督       | 脚本       | 原案       | 備考                                             |
| ------ | ----------------------------------------------------------- | ---------- | ---------- | ---------- | ------------------------------------------------ |
| 1989   | Tempo di uccidere                                           |            | Yes        |            |                                                  |
| 1990   | Turné                                                       |            |            | Yes        |                                                  |
| 1991   | Condominio                                                  |            | Yes        |            |                                                  |
| 1992   | Donne sottotetto (Centro storico)                           |            | Yes        |            |                                                  |
| 1994   | CSOA - Massimo rispetto                                     | Yes        |            |            | ドキュメンタリー                                 |
| 1994   | La bella vita                                               | Yes        | Yes        |            |                                                  |
| 1996   | Ferie d'agosto                                              | Yes        | Yes        | Yes        |                                                  |
| 1996   | Roma Ovest 143                                              | Yes        |            |            | オムニバス映画『Intolerance』に収録              |
| 1996   | Cuba libre - Velocipedi ai tropici                          |            | Yes        |            |                                                  |
| 1997   | Ovosodo                                                     | Yes        | Yes        | Yes        |                                                  |
| 1999   | キス＆ハグ Baci e abbracci                                  | Yes        | Yes        | Yes        |                                                  |
| 1999   | Provino d'ammissione                                        | Yes        |            |            | 短編                                             |
| 2001   | La strana coppia. Incontro con Age e Scarpelli              | Yes        |            |            | ドキュメンタリー                                 |
| 2002   | My Name Is Tanino                                           | Yes        | Yes        | Yes        |                                                  |
| 2002   | Nemmeno in un sogno                                         |            |            | Yes        |                                                  |
| 2003   | カテリーナ、都会へ行く Caterina va in città                 | Yes        | Yes        | Yes        | イタリア映画祭2004にて上映                       |
| 2004   | Professionismo                                              | Yes        |            |            | オムニバス映画『Giovani talenti italiani』に収録 |
| 2006   | ナポレオンの愛人 N - Io e Napoleone                         | Yes        | Yes        |            |                                                  |
| 2006   | 4-4-2 - Il gioco più bello del mondo                        |            |            | Yes        |                                                  |
| 2006   | L'estate del mio primo bacio                                |            | Yes        |            |                                                  |
| 2008   | 見わたすかぎり人生 Tutta la vita davanti                    | Yes        | Yes        | Yes        |                                                  |
| 2009   | L'uomo che aveva picchiato la testa                         | Yes        |            |            | ドキュメンタリー                                 |
| 2010   | はじめての大切なもの La prima cosa bella                    | Yes        | Yes        |            | イタリア映画祭2011にて上映                       |
| 2012   | 来る日も来る日も Tutti i santi giorni                       | Yes        | Yes        |            | イタリア映画祭2013にて上映                       |
| 2012   | シュガー・ラッシュ Wreck-It Ralph                           |            |            |            | 声の出演（イタリア語吹替）                       |
| 2014   | 人間の値打ち Il capitale umano                              | Yes        | Yes        |            |                                                  |
| 2016   | 歓びのトスカーナ La pazza gioia                             | Yes        | Yes        | Yes        |                                                  |
| 2017   | ロング，ロングバケーション Ella & John - The Leisure Seeker | Yes        | Yes        |            |                                                  |
| 2018   | Notti magiche                                               | Yes        | Yes        | Yes        |                                                  |
| 2019   | Vivere                                                      |            | Yes        |            |                                                  |
| 2020   | Tolo Tolo                                                   |            | Yes        |            |                                                  |
| 2022   | 乾いたローマ Siccità                                        | Yes        | Yes        | Yes        | イタリア映画祭2023にて上映                       |

## 主な受賞とノミネート
- ヴェネツィア国際映画祭
  - 1997年 - 審査員特別賞（『Ovosodo』）

- ダヴィッド・ディ・ドナテッロ賞
  - 1995年 - 新人監督賞（『La bella vita』）
  - 1996年 - 作品賞（『Ferie d'agosto』）
  - 1996年 - 脚本賞（『Ferie d'agosto』）
  - 1996年 - ノミネート：監督賞（『Ferie d'agosto』）
  - 1998年 - ノミネート：作品賞（『Ovosodo』）
  - 1998年 - ノミネート：監督賞（『Ovosodo』）
  - 1998年 - ノミネート：脚本賞（『Ovosodo』）
  - 2004年 - ノミネート：脚本賞（『カテリーナ、都会へ行く』）
  - 2009年 - ノミネート：作品賞（『見わたすかぎり人生』）
  - 2009年 - ノミネート：脚本賞（『見わたすかぎり人生』）
  - 2010年 - 脚本賞（『はじめての大切なもの』）
  - 2010年 - ノミネート：作品賞（『はじめての大切なもの』）
  - 2010年 - ノミネート：監督賞（『はじめての大切なもの』）
  - 2014年 - 作品賞（『人間の値打ち』）
  - 2014年 - 脚本賞（『人間の値打ち』）
  - 2014年 - ノミネート：監督賞（『人間の値打ち』）
  - 2017年 - 作品賞（『歓びのトスカーナ』）
  - 2017年 - 監督賞（『歓びのトスカーナ』）
  - 2017年 - ノミネート：オリジナル脚本賞（『歓びのトスカーナ』）
  - 2019年 - ノミネート：脚色賞（『ロング，ロングバケーション』）

- ナストロ・ダルジェント賞
  - 1995年 - 新人監督賞（『La bella vita』）
  - 2008年 - 最優秀作品監督賞（『見わたすかぎり人生』）
  - 2010年 - 最優秀作品監督賞（『はじめての大切なもの』）
  - 2010年 - 脚本賞（『はじめての大切なもの』）
  - 2014年 - 最優秀作品監督賞（『人間の値打ち』）
  - 2014年 - 脚本賞（『人間の値打ち』）
  - 2016年 - 最優秀作品監督賞（『歓びのトスカーナ』）
  - 2016年 - 脚本賞（『歓びのトスカーナ』）
  - 2018年 - 国際長編賞（『ロング，ロングバケーション』）

- チャック・ドーロ賞
  - 1995年 - 新人監督賞（『La bella vita』）
  - 1998年 - 脚本賞（『Ovosodo』）
  - 2004年 - 脚本賞（『カテリーナ、都会へ行く』）
  - 2008年 - 監督賞（『見わたすかぎり人生』）
  - 2010年 - 脚本賞（『はじめての大切なもの』）
  - 2014年 - 監督賞（『人間の値打ち』）
  - 2014年 - 脚本賞（『人間の値打ち』）
  - 2022年 - ノミネート：監督賞（『乾いたローマ』）

- イタリア・ゴールデングローブ賞
  - 2008年 - 作品賞（『見わたすかぎり人生』）
  - 2014年 - 作品賞（『人間の値打ち』）
  - 2017年 - 脚本賞（『歓びのトスカーナ』）